# دیو دپر
دیو دپر انگلیسی: Dave Depper؛  یک موسیقی‌دان و عضو دث کب فور کیوتی است. دیو دپر ساکن پورتلند، اورگن است.